# E la mia mente?
E la mia mente? è il terzo album di Simon Luca, pubblicato nel 1973 per la Ariston Records.

## Il disco
Album rock organizzato su 16 brani che formano due lunghe suite. I musicisti che accompagnano Simon Luca sono sempre quelli del gruppo L'Enorme Maria, anche se con una formazione cambiata rispetto all'album precedente.
Tra i musicisti partecipa alle voci anche Flavia Baldassari del gruppo La Metamorfosi.

## Tracce
1. Preludio al sole che nasce - 2.41
2. Cercare di prendere il cielo - 2.36
3. E la mia mente? (Pt. 1) - 0.36
4. E poi la luce (Atto d'amore) - 4.01
5. E la mia mente? (Pt. 2) - 2.37
6. Corsa in macchina - 4.04
7. Incidente - 1.14
8. Dialogo con l'inconscio - 3.13
9. Dialogo con la morte (Pt. 1) - 2.06
10. Dialogo con la morte (Pt. 2) - 1.07
11. Lotta tra morte e uomo - 1.08
12. Risveglio - 5.45
13. Finalmente apro gli occhi - 3.43
14. Canto della donna - 2.19
15. E la mia mente? (Pt. 3) - 0.49
16. Solo - 1.36
17. Rinascita - 5.51

## Formazione
- Simon Luca – voce, chitarra
- Claudio Bazzari – chitarra
- Pepè Gagliardi – pianoforte, organo Hammond
- Ronnie Jackson – chitarra
- Claudio Ciampini – chitarra
- Gigi Belloni – basso
- Flaviano Cuffari – batteria
- Franco Orlandini – organo Hammond
- Lucio Fabbri – violino
- Fabio Treves – armonica
- Flavia Baldassari – cori